# Fiat Littorina A.62-70
L'autorail Fiat FE A.62 est une série de matériel ferroviaire à moteur diesel conçu et construit par Fiat Ferroviaria pour le transport sur voie ferrée du réseau des FE Ferrovie Eritree à voie étroite de 950 mm selon la norme italienne, que l'Italie fasciste avait construit, la première voie ferrée du pays, à partir de 1888.
Une première série de deux unités Fiat modèle 011, immatriculées FE A.60 & A.61 avait déjà été embarqués au port de Naples en destination de Massaoua en 1935. Ces deux unités ont été les Littorina les plus courtes jamais construites par Fiat. D'une longueur de 12.350 mm, elles disposaient pourtant de 3 portes de chaque côté pour favoriser l'accès à bord des voyageurs dont une, au centre de la caisse, réservée au compartiment de 1ère classe qui comportait 8 places, tandis qu'aux extrémités se trouvaient les compartiments de 2ème et 3ème classe. Chaque autorail disposait de 2 moteurs essence Fiat type C255, identiques à ceux des ALb 80 car il fallait pouvoir affronter les pentes de 35‰. La vitesse maximale était bridée à 79 km/h.

## Les autorails Fiat A.62-70
Les autorails du groupe A.62-70, des F.E. sont étroitement dérivés de la famille des Fiat Littorina de 1ère génération ALn 56. Ils ont fait l'objet du projet 025 présenté en avril 1936 lors de l'Exposition Fiat sur l’Afrique Orientale, place d'Italie à Milan. Les 9 unités Fiat A62-A70 ont été débarquées à Massaoua le 5 mai 1936 et ont été mises en service peu après en été 1936.

### La technique
En Italie, l'autorail Fiat ALn 56 était l'évolution naturelle des premiers autorails Fiat ALb 48 à essence construits par Fiat Ferroviaria sur les indications du "Service Matériels et Traction des FS-Ferrovie dello Stato". La caisse disposait d'une structure tubulaire autoporteuse soudée qui reposait directement sur deux boggies. Aux extrémités on trouvait les dispositifs d'accrochage de remorque avec des tampons. 
Les boggies étaient très simples, formés d'un châssis en acier soudé composé de deux longerons qui recevaient la caisse avec des rouleaux de glissement. Les suspensions étaient à lames courtes de même type que sur les camions Fiat V.I.. L'axe du support était placé de façon asymétrique par rapport au centre de la caisse pour augmenter l'appui sur l'essieu moteur. Le moteur était situé au-dessus du premier essieu et toute la mécanique était concentrée sur l'emprise du boggie, ce qui permettait de remplacer très rapidement l'ensemble en cas d'incident grave.
Contrairement aux modèles Fiat ALn 56 italiens, les Littorina Fiat A.62-70 érythréennes étaient équipées d'un moteur diesel Fiat type 356C injection indirecte avec pré-chambre de combustion, 6 cylindres en ligne développant 118 Ch à 1 800 tr/min. Le moteur était un élément très classique de Fiat, en fonte avec des soupapes en tête et un rapport de compression de 17:1,. La version à injection indirecte avait été préférée à la version injection directe à cause des conditions d'utilisation et de fonctionnement locales. La transmission était assurée par une boîte mécanique Fiat à 4 vitesses avec un embrayage multi-disques et un arbre de transmission doté de joints doubles, élastiques, coulissants, et d'un pont réducteur dont le rapport était de 1/2,44 avec dispositif roue libre. Les radiateurs de refroidissement d'eau étaient placés en façade, devant les moteurs à chaque extrémité.
L'installation électrique fonctionnait sous 24 V avec des batteries rechargées par une dynamo sur le moteur. Deux compresseurs garantissaient les besoins en air comprimé pour les services auxiliaires et les freins. Les freins étaient composés d'un système à air comprimé agissant sur les roues par des tambours selon le même principe que les camions et un frein à main agissant sur les boggies.

## Utilisation

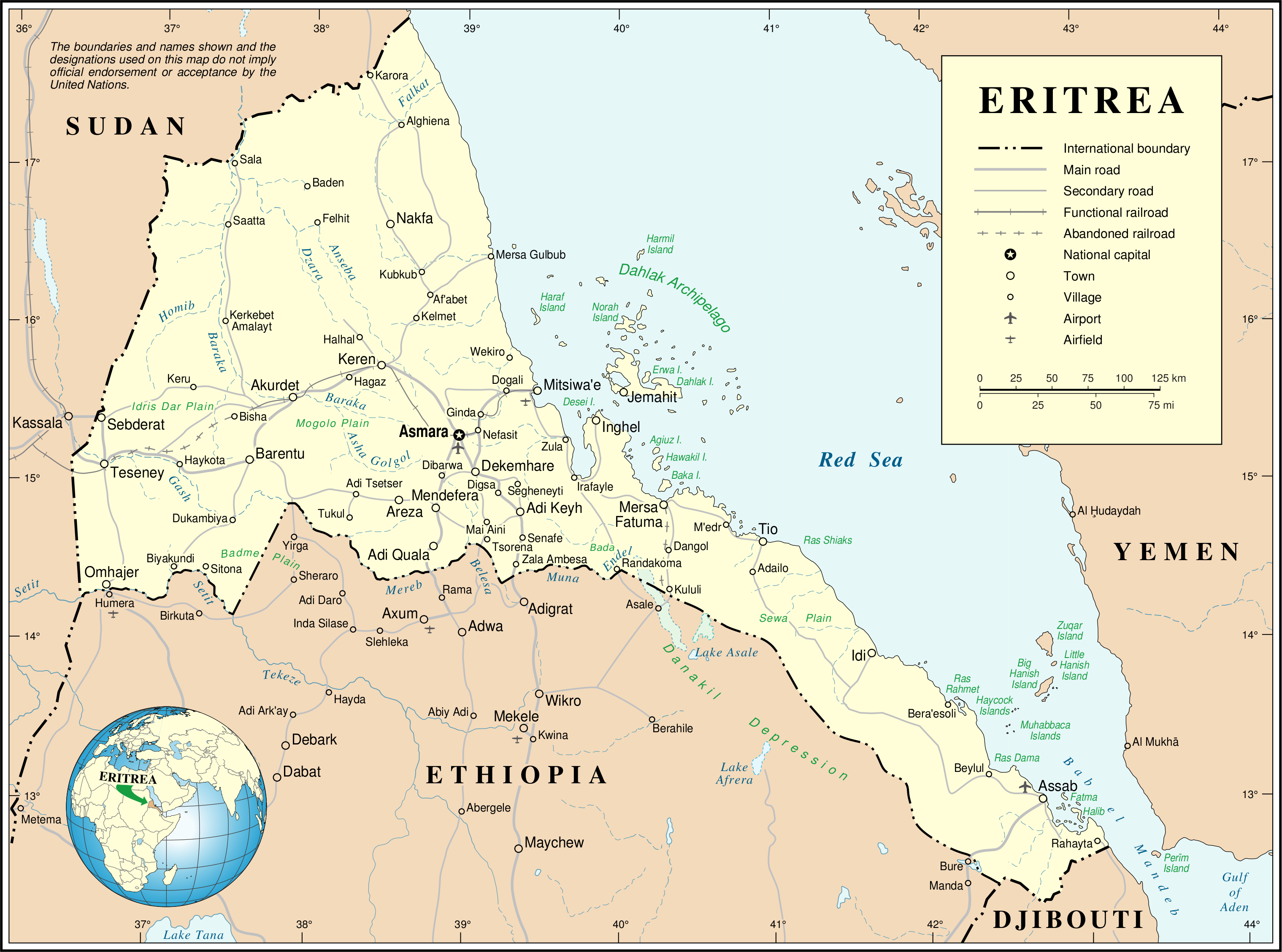
Carte de l'Érythrée et des voies de communication

### Contexte historique
En 1870, le port d'Assab en Érythrée, à l'entrée sud de la Mer Rouge, est acheté par une société italienne. Cette opération sera la base du développement de la colonisation du pays par l'Italie. Peu après s'être implantés dans le pays, les italiens débutèrent la construction de la première ligne ferroviaire du pays. La voie ferrée italienne était une voie au gabarit conforme à la norme italienne des voies étroites de 950 mm. Elle reliait Massaoua à la ville fortifiée de Saati, près de Dogali. La voie ferrée, d'une longueur de 26 km, fut terminée le 15 mars 1888. Elle sera prolongée pour rejoindre, en septembre 1904, la ville de Ghinda, en mars 1910 Nefasit et enfin le 6 décembre 1911, la capitale Asmara, à 118 km de Massaoua. En 1922, la voie ferrée rejoint Keren, Agordat en 1928 et le 7 mars 1932, la ville de Bishia, à 351 km de Massaoua. La ligne a été placée sous la responsabilité de la compagnie des Chemins de fer d'Érythrée - FE, dépendant du Ministère des Colonies italien. les premiers trains sont tirés par des locomotives à vapeur Ansaldo. 
Pour assurer une bonne isolation thermique, afin d'affronter les fortes températures permanentes qui dépassent les 40 °C, les voitures étaient parfaitement isolées et revêtues, à l'intérieur, avec des panneaux bois et aggloméré et une bonne ventilation était prévue entre l'isolant et la toiture métallique de la caisse. De plus, les casses avaient une livrée blanc/gris clair avec un filet longitudinal rouge entre les deux couleurs. La calandre a également été peinte en rouge après 1946.
Cette série d'autorails comportait trois variantes : 
- le type 025A - 6 autorails immatriculés A.62 à A.67, avec une capacité de 32 places assises et des toilettes au centre de la caisse,
- le type 025C - 1 autorail immatriculé A.68, équipée en fourgon avec des bancs en bois pour d'éventuels passagers du service ferroviaire ou postal, avec des toilettes au centre de la caisse,
- le type 025D - 2 autorails immatriculés A.69 & A.70, ne comprenaient aucun aménagement intérieur car destinés aux unités du Génie Ferroviaire pour le transport de matériel.

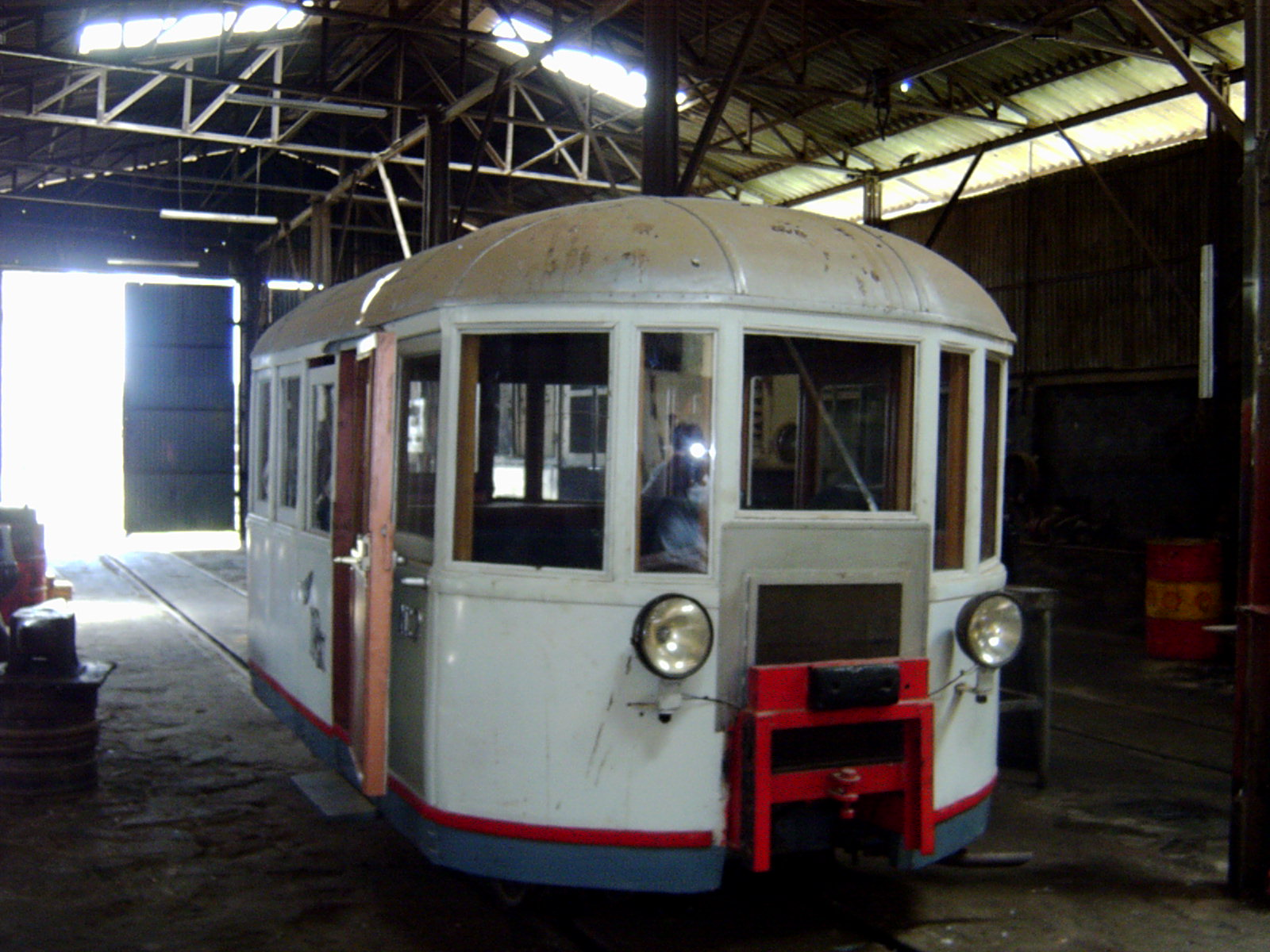
Un des deux exemplaires de Littorinella de 1935 en cours de restauration en 2008

La compagnie des Chemins de fer d'Érythrée - FE, a résisté, sans gros encombres, aux effets de la Seconde Guerre mondiale au cours de laquelle elle utilisa les autorails Fiat pour le transport des soldats blessés. Les choses se sont sérieusement aggravées quand l’"Eritrean Liberation Front" engagea une guérilla armée, souvent dirigée contre les chemins de fer, avec de nombreux sabotages, jusqu'au spectaculaire attentat d'Ashedira en octobre 1970, quand deux locomotives sont tombées d'un viaduc, ce qui a frappé la communauté internationale. La loi martiale a été décrétée ce qui a entrainé la suspension du transport ferroviaire et de fait la fermeture des lignes et leur abandon, jusqu'en 1976. Après avoir chassé l'armée éthiopienne en 1991 et avoir reconquis son indépendance en 1993, la reconstruction de la ligne ferroviaire a été envisagée. Le projet fut lancé en 1995 en partant de Massaoua, avec des travaux qui se sont achevés en 2003, sur le tronçon portant à Asmara, long de 117 km. Pendant ce temps, plusieurs autorails ont été restaurés et remis en service. 
À cette occasion, un modèle parfaitement inconnu est réapparu, baptisé par les érythréens "Littorinella", petite Littorina, il est de taille réduite en longueur et peut accueillir 14 passagers. Il est utilisé encore en 2018 pour des excursions touristiques.